# Język prakartwelski
Język prakartwelski (gruz. წინარექართველური ენა, tsinarekartveluri ena) – hipotetyczny prajęzyk języków kartwelskich, używany przez przodków obecnych Kartwelów. Istnienie takiego języka jest powszechnie akceptowane przez językoznawców, którzy zrekonstruowali ogólny zarys języka, porównując istniejące języki kartwelskie .

## Wpływy
Wzory przegłosów w języku prakartwelskim są bardzo podobne do praindoeuropejskich, dlatego powszechnie uważa się, że oba języki wchodziły ze sobą w interakcje stosunkowo wcześnie. Na poparcie wymienia się dużą liczbę słów zapożyczonych z języków indoeuropejskich, takich jak prakartwelskie *ṃḳerd („pierś”), pochodzące prawdopodobnie od indoeuropejskiego kerd („serce”). Prakartwelskie *tep („gorący”) jest wywodzone od indoeuropejskiego tep (ts.) .

## Języki potomne
Współczesnymi potomkami języka prakartwelskiego są języki: gruziński, swański, megrelski i lazyjski. Języki: megrelski i lazyjski są często uważane za dialekty jednego języka, zańskiego, mimo że nie są wzajemnie zrozumiałe. Przegłosy prakartwelskie są lepiej zachowane w języku gruzińskim, niż w pozostałych kartwelskich .
Zaimki w języku prakartwelskim dysponują rozróżnieniem między inkluzywnością i ekskluzywnością. Właściwość ta przetrwała w języku swańskim, natomiast w innych kartwelskich zanikła. Języka swański zachował jeszcze inne cechy archaiczne z ery prakartwelskiej, co sugeruje, że oddzielił się od prakartwelskiego stosunkowo wcześnie; na późniejszym etapie języka prakartwelskiego (zwanego kartozańskim) podzielił się on na gruziński i zański .

## Fonologia

### Samogłoski
|             | Przednie    | Przednie | Tylne          | Tylne          | Tylne   | Tylne  |
| zaokrąglone | zaokrąglone | Przednie | niezaokrąglone | niezaokrąglone |         |        |
| krótkie     | długie      | krótkie  | długie         | krótkie        | długie  |        |
| ----------- | ----------- | -------- | -------------- | -------------- | ------- | ------ |
| Przymknięte | (i [i])     |          |                |                | (u [u]) |        |
| Średnie     | e [ɛ]       | ē [ɛː]   |                |                | o [ɔ]   | ō [ɔː] |
| Otwarte     |             |          | a [ɑ]          | ā [ɑː]         |         |        |

### Spółgłoski
|                    |              | Wargowe | Zębowe  | Zębowo-dziąsłowe | Przedniojęzykowo-dziąsłowe | Przedniojęzykowo-dziąsłowe | Miękkopodniebienne | Języczkowe | Krtaniowe |
| środkowe           | boczne       | Wargowe | Zębowe  | Zębowo-dziąsłowe |                            |                            | Miękkopodniebienne | Języczkowe | Krtaniowe |
| ------------------ | ------------ | ------- | ------- | ---------------- | -------------------------- | -------------------------- | ------------------ | ---------- | --------- |
| Nosowe             | Nosowe       | m [m]   | n [n]   |                  |                            |                            |                    |            |           |
| Zwarte             | dźwięczne    | b [b]   | d [d]   |                  |                            |                            | g [ɡ]              |            |           |
| Zwarte             | bezdźwięczne | p [p]   | t [t]   |                  |                            |                            | k [k]              | q [q]      |           |
| Zwarte             | ejektywne    | p̣ [pʼ]  | ṭ [tʼ]  |                  |                            |                            | ḳ [kʼ]             | q̣ [qʼ]     |           |
| Zwarto-szczelinowe | dźwięczne    |         | ʒ [d͡z]  | ʒ̑ [d͡ʐ]           | ǯ [d͡ʒ]                     |                            |                    |            |           |
| Zwarto-szczelinowe | bezdźwięczne |         | c [t͡s]  | c̑ [t͡ʂ]           | č [t͡ʃ]                     |                            |                    |            |           |
| Zwarto-szczelinowe | ejektywne    |         | c̣ [t͡sʼ] | c̣̑ [t͡ʂʼ]          | č̣ [t͡ʃʼ]                    | ʎ [t͡ɬʼ]                    |                    |            |           |
| Szczelinowe        | bezdźwięczne |         | s [s]   | s̑ [ʂ]            | š [ʃ]                      | ʎ̑ [ɬ]                      | x [x]              | x [x]      | h [h]     |
| Szczelinowe        | dźwięczne    |         | z [z]   | z̑ [ʐ]            | ž [ʒ]                      |                            | ǧ [ɣ]              | ǧ [ɣ]      |           |
| Drżące             | Drżące       |         |         |                  | r [r]                      |                            |                    |            |           |
| Aproksymanty       | Aproksymanty | u̯ [w]   | l [l]   |                  | i̯ [j]                      |                            |                    |            |           |